# Mährische Westbahn

Das Streckennetz der Mährischen Westbahn

Die Mährische Westbahn (tschech.: Moravská západní dráha) war eine private Eisenbahngesellschaft in Österreich und dessen Nachfolgestaat Tschechoslowakei, deren Strecken im heutigen Tschechien lagen. Hauptverbindung der Gesellschaft war die Strecke Proßnitz–Trübau in Mähren. Der Sitz der Gesellschaft war in Wien.

## Geschichte

Aktie der Mährischen Westbahn über 200 Gulden ö. W.

Am 11. Juli 1886 erhielt das Bankhaus Erlanger & Söhne in Frankfurt am Main  „das Recht zum Baue und Betriebe einer als normalspurige Localbahn auszuführenden Locomotiveisenbahn von Proßnitz über Plumenau, Konitz, Kornitz und Mährisch Trübau nach Triebitz mit einer Abzweigung von Kornitz über Gewitsch nach Opatowitz“ erteilt. Teil der Konzession war zudem die Verpflichtung, auf etwaiges Verlangen der Staatsverwaltung Zweigbahnen nach Mährisch Neustadt oder Hohenstadt (Mährische Grenzbahn) sowie nach Skalitz (Strecke Brünn–Bodenbach der StEG) zu errichten. Grundlage der Konzession war das Eisenbahnkonzessionsgesetz vom 14. Dezember 1854 und das Gesetz, betreffend die Zugeständnisse und Begünstigungen für Localbahnen vom 25. Mai 1880. Die Konzessionäre wurden verpflichtet, den Bau der Strecke sofort zu beginnen und binnen zwei Jahren fertigzustellen. Die Konzessionsdauer war auf 90 Jahre festgesetzt.
Das Kapital der 1888 gegründeten Aktiengesellschaft betrug insgesamt 3.622.200 Gulden. Ausgegeben wurden 18.111 Stück Stammaktien zu je 200 Gulden und 17.550 Stück Obligationen zu je 200 Gulden.
Am 1. September 1889 wurde die Strecke eröffnet. Den Betrieb führten die k.k. Staatsbahnen (kkStB) für Rechnung der Mährischen Westbahn aus.
Im Jahr 1925 erwarb der tschechische Schuhfabrikant Tomáš Baťa die Aktienmehrheit. Sein Ziel war es, die Strecke der Mährischen Westbahn als Teil einer neuen Eisenbahntransversale zwischen Prag und der Slowakei auszubauen. Der Zweite Weltkrieg verhinderte letztlich diese Pläne. Am 10. Oktober 1945 wurde die Gesellschaft verstaatlicht.
Die Strecken der Mährischen Westbahn bestehen heute noch und gehören zum Netz des staatlichen tschechischen Infrastrukturbetreibers Správa železniční dopravní cesty (SŽDC).

## Lokomotiven
Für Rechnung der Mährischen Westbahn erwarben die kkStB sieben Lokomotiven der Reihe 92, wie sie bereits von den Niederösterreichischen Südwestbahnen beschafft worden waren. Die Lokomotiven besaßen die Betriebsnummern 92.10–16. Die ČSD übernahmen 1918 alle Lokomotiven und setzten sie weiter auf ihren angestammten Strecken ein. Im Jahr 1925 erhielten sie die neuen Nummern 321.001 bis 321.007. Die Ausmusterung der Fahrzeuge begann 1929. Als letzte wurde 1939 die 321.004 abgestellt. Museal blieb keine erhalten.

## Strecken
- Prossnitz–Triebitz (Prostějov–Třebovice)
- Kosteletz–Čellechowitz (Kostelec–Čelechovice)
- Kornitz–Groß Opatowitz (Chornice–Opatovice)